# دانشگاه آزاد اسلامی واحد ارومیه
دانشگاه آزاد اسلامی واحد ارومیه، (با نام رسمی سازمانی به انگلیسی: Islamic Azad University, Urmia branch) یکی از دانشگاه‌های جامع دانشگاه آزاد اسلامی در شهر ارومیه‌ است که در سال ۱۳۶۷ بنیان‌گذاری شد. این دانشگاه دارای بیش از ۱۳ هزار دانشجو در مقاطع کاردانی، کارشناسی، کارشناسی‌ارشد، دکترای تخصصی و دکترای حرفه‌ای است.

## بزرگ‌ترین واحد دانشگاه آزاد در آذربایجان غربی
دانشگاه آزاد اسلامی واحد ارومیه که در سال ۱۳۶۷ خورشیدی تأسیس گردید؛ با توجه به معیارهای:  «آموزش (محیط یادگیری)»، :محیط پژوهش»، «کیفیت پژوهش»، «استنادات»، «وجههٔ بین‌المللی» و «فضای فیزیکی دانشگاه»، جزو بزرگترین دانشگاه‌های آزاد مادر کشور و در عین‌حال قدیمی‌ترین، جامع‌ترین و بزرگ‌ترین واحد دانشگاه آزاد در آذربایجان غربی است.

## فضای فیزیکی
دانشگاه آزاد اسلامی واحد ارومیه، با مساحتی بالغ‌بر 33,180 متر مربع، بزرگ‌ترین دانشگاه آزاد مادر در استان آذربایجان غربی به‌شمار می‌رود.

## موقعیت و پردیس اصلی
پردیس اصلی این دانشگاه، در کیلومتر دو جادهٔ سلماس واقع است که با نام سایت سه شناخته می‌شود و دانشکده‌های دامپزشکی و علوم‌پزشکی و پزشکی (افتتاح از سال ۱۴۰۱ ش) و علوم پایه و فنی و مهندسی و خوابگاه شهید بهشتی مختص دختران سلف سرویس فضلا و سالن ورزشی در آن قرار دارد.
دانشکده علوم انسانی و مهارت و کارآفرینی در خیابان دانشکدهٔ (شهید بهشتی) جنب پردیس دانشگاه ارومیه واقع است که با نام سایت مرکزی شناخته می‌شود؛ همچنین سالن تشریح دامپزشکی نیز در این سایت واقع است. بیمارستان دامپزشکی در جاده سنتو قرار دارد.
یکی از معضلات مهم این دانشگاه عدم‌وجود بیمارستان ملکی برای رشته‌های علوم‌پزشکی می‌باشد به‌طوری‌که به‌علت عدم‌تمدید قرار داد همکاری فی‌مابین این واحد دانشگاهی و دانشگاه علوم‌پزشکی ارومیه در نیم‌سال اول سال‌تحصیلی ۱۴۰۳_۱۴۰۲، بخشی از کارآموزی‌های دانشجویان علوم‌پزشکی در بخش‌های غیرتخصصی و با طول مدت کمتر از نیم‌سال‌های قبل برگزار می‌شود.
از معضلات دیگر این دانشگاه می‌توان به عدم‌وجود سرویس ایاب و ذهاب برای دانشجویان، عدم‌اختصاص ژتون به دانشجویان، هزینه بالای غذای سلف دانشجویی و عدم‌اختصاص خوابگاه به دانشجویان پسر و ظرفیت ناکافی پارکینگ دانشجویان و اداره‌شدن دانشگاه طی سه‌ سال گذشته توسط سه سرپرست متفاوت اشاره کرد.

## افزودن رشته‌های پزشکی و دامپزشکی
در سال ۱۴۰۱ ش، برای اولین‌بار، دانشکده پزشکی و دامپزشکی، به جمع دانشکدگان این دانشگاه افزوده شد.

## ویژگی‌ها
از عمده‌ویژگی‌های این دانشگاه می‌توان به تنوع رشته‌های مختلف رشته‌های تحصیلی (لیسانس، فوق‌لیسانس، دکترای تخصصی و دکترای حرفه‌ای) در مقاطع و گروهای مختلف اشاره نمود؛ گسترش فضای فیزیکی دانشگاه، امکانات، سطح علمی و اعتبار دانشگاه، از دیگر محاسن و مزایای این واحد دانشگاهی می‌باشد.

## دانشکده‌ها
- دانشکدهٔ فنی و مهندسی
- دانشکدهٔ علوم پایه
- دانشکدهٔ دامپزشکی
- دانشکدهٔ پرستاری و مامایی
- دانشکدهٔ علوم انسانی[۳]

## رتبه‌بندی دانشگاه براساس نظام رتبه‌بندی ISC
یکی از معیارهای رتبه‌بندی دانشگاه‌های آزاد، براساس رتبه‌بندی دانشگاه‌های جهان اسلام (ISC Islamic Ranking World University) است. این رتبه‌بندی، دانشگاه‌ها را با توجّه به پژوهش، نوآوری، آموزش و فعالیت‌های بین‌المللی رتبه‌بندی می‌کند. طبق این رتبه‌بندی، دانشگاه آزاد اسلامی واحد ارومیه، توانست در در معیار تعداد مقالات بین‌المللی، در ردهٔ ۱۴ قرار بگیرد.